# Lorient Agglomération
Die Lorient Agglomération ist ein französischer Gemeindeverband mit der Rechtsform einer Communauté d’agglomération im Département Morbihan in der Region Bretagne. Sie hat ihren Verwaltungssitz in Lorient und umfasst 25 Gemeinden.

## Gründung
Als Nachfolgeorganisation der Gemeindeverbände Communauté de communes de la région de Plouay und Communauté Cap l’Orient entstand sie am 1. Januar 2014.

## Aufgaben
Zu den vorgeschriebenen Kompetenzen gehören die Entwicklung und Förderung wirtschaftlicher Aktivitäten und des Tourismus sowie die Raumplanung auf Basis eines Schéma de Cohérence Territoriale. Der Gemeindeverband betreibt außerdem die Abwasserentsorgung.

## Mitgliedsgemeinden
Die Lorient Agglomération besteht aus 25 Gemeinden im Westen des Départements.
| Gemeinde              | Einwohner 1. Januar 2022 | Fläche km² | Dichte Einw./km² | Code INSEE | Postleitzahl |
| --------------------- | ------------------------ | ---------- | ---------------- | ---------- | ------------ |
| Brandérion            | 1.480                    | 6,03       | 245              | 56021      | 56700        |
| Bubry                 | 2.262                    | 69,09      | 33               | 56026      | 56310        |
| Calan                 | 1.267                    | 12,29      | 103              | 56029      | 56240        |
| Caudan                | 7.110                    | 42,63      | 167              | 56036      | 56850        |
| Cléguer               | 3.404                    | 32,15      | 106              | 56040      | 56620        |
| Gâvres                | 685                      | 1,88       | 364              | 56062      | 56680        |
| Gestel                | 2.569                    | 6,25       | 411              | 56063      | 56530        |
| Groix                 | 2.308                    | 14,82      | 156              | 56069      | 56590        |
| Guidel                | 12.236                   | 52,29      | 234              | 56078      | 56520        |
| Hennebont             | 15.831                   | 18,57      | 853              | 56083      | 56700        |
| Inguiniel             | 2.196                    | 51,40      | 43               | 56089      | 56240        |
| Inzinzac-Lochrist     | 6.631                    | 44,67      | 148              | 56090      | 56650        |
| Lanester              | 23.188                   | 18,37      | 1.262            | 56098      | 56600        |
| Languidic             | 8.046                    | 109,08     | 74               | 56101      | 56440        |
| Lanvaudan             | 809                      | 18,30      | 44               | 56104      | 56240        |
| Larmor-Plage          | 8.368                    | 7,27       | 1.151            | 56107      | 56260        |
| Locmiquélic           | 4.094                    | 3,58       | 1.144            | 56118      | 56570        |
| Lorient               | 58.202                   | 17,48      | 3.330            | 56121      | 56100        |
| Ploemeur              | 18.873                   | 39,72      | 475              | 56162      | 56270        |
| Plouay                | 5.779                    | 67,33      | 86               | 56166      | 56240        |
| Pont-Scorff           | 4.015                    | 23,50      | 171              | 56179      | 56620        |
| Port-Louis            | 2.689                    | 1,07       | 2.513            | 56181      | 56290        |
| Quéven                | 8.906                    | 23,93      | 372              | 56185      | 56530        |
| Quistinic             | 1.423                    | 42,95      | 33               | 56188      | 56310        |
| Riantec               | 5.742                    | 14,06      | 408              | 56193      | 56670        |
| Lorient Agglomération | 208.113                  | 738,71     | 282              | –          | –            |

## Allgemeines
Sitz der Verwaltung ist die Stadt Lorient. Derzeitiger Präsident ist Norbert Métairie vom PS.